# Orthomnion yunnanense
Orthomnion yunnanense är en bladmossart som beskrevs av T. Koponen, Li Xing-jiang och Zang Mu 1982. Orthomnion yunnanense ingår i släktet Orthomnion och familjen Mniaceae. Inga underarter finns listade i Catalogue of Life.